# Percy Heath
Percy Heath (30. dubna 1923 Wilmington, Severní Karolína, USA – 28. dubna 2005 Southampton, New York) byl americký jazzový kontrabasista. Dva jeho bratři byli rovněž hudebníky, saxofonista Jimmy Heath a bubeník Albert Heath. Rovněž jeho rodiče měli k hudbě blízko; otec byl klarinetista a matka zpívala v kostelním sboru. V útlém věku se přestěhoval do Filadelfie a v osmi letech se začal učit na housle.
V padesátých letech několik let působil ve skupině Milese Davise. V roce 1975 spolu se svými bratry a ještě klavíristou Stanleym Cowellem založil kapelu Heath Brothers. Rovněž spolupracoval s hudebníky, mezi které patří Art Farmer, Cannonball Adderley, Paul Bley, Modern Jazz Quartet, Dizzy Gillespie nebo Milt Jackson. V roce 2003 vydal album A Love Song pod svým jménem. Zemřel na rakovinu kostí ve věku 81 let.